# Jacques René Tenon
Jacques-René Tenon (21 de febrero de 1724 - 16 de enero de 1816) fue un cirujano francés nacido cerca de la ciudad de Joigny.

## Biografía
Estudió medicina en París, donde fue discípulo de Jacques-Bénigne Winslow (1669–1760). Durante muchos años trabajó en el Hospital de la Pitié-Salpêtrière, en 1757 obtuvo la plaza de jefe de patología del Colegio de Cirugía. En 1759 fue nombrado miembro de la Academia de Ciencias de Francia.

## Epónimos
Actualmente el Hôpital Tenon en París lleva su nombre, así como una estructura anatómica por el descrita en 1805 que rodea el ojo y se conoce como cápsula de Tenon.